# Port Dickson

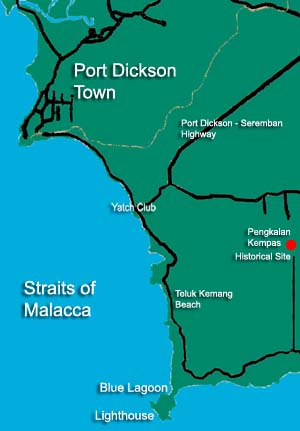
Map of Port Dickson

Port Dickson, viết tắt PD, là một thị trấn ven biển thuộc bang Negeri Sembilan, Malaysia. Chỉ mất hơn một giờ để di chuyển từ Kuala Lumpur đến Port Dickson theo Đường cao tốc Bắc - Nam Malaysia.

## Lịch sử
Thị trấn nhỏ này từng sản xuất than gỗ và do đó được gọi là Arang (tiếng Malay: "than gỗ") - trước đây từng có một mỏ than ở dặm đầu tiên của đường bờ biển (được đặt tên là Jalan Pantai) - nhưng sau đó được xây dựng thành cảng nhỏ bởi người Anh trong giai đoạn Tái định cư khu vực Eo biển. Port Dickson còn được biết đến với tên gọi khác là Tanjung (tiếng Malay: "mũi"). Những khu vực kinh doanh lâu đời nhất tọa lạc tại bốn con phố ngay tại Jalan Lama.
Theo sử sách thì Port Dickson và Lukut gần đó là một phần của Selangor. Vào ngày 30 tháng 7 năm 1880, một hội nghị được tổ chức tại Singapore giữa Sultan Abdul Samad (người đứng đầu của Selangor), Raja Bot (người cai trị huyện Lukut), Dato' Kelana của Sungai Ujong thuộc Anh, theo đó Selangor nhường huyện Lukut cho Sungai Ujong (sau trở thành Negeri Sembilan).
Quặng thiếc rất dồi dào tại Lukut - một khu vực thuộc Port Dickson - trong những năm 1820, thu hút những thợ mỏ nhập cư từ Trung Quốc. Người Anh cải tạo khu vực tiềm năng này thành một bến cảng, thay thế cho các cảng ở Pengkalan Kempas. Tên của người phụ trách quá trình này là Dickson, và sau đó thị trấn được đổi tên thành Port Dickson. Nhiều người khác cho rằng thị trấn được đặt theo tên của Sir John Frederick Dickson, một Bộ trưởng Thuộc địa, một quan chức cấp cao của Liên Bang Malay thành lập Port Dickson và Pulau Arang vào năm 1889.
Port Dickson từng trở thành một trung tâm giao thương lớn. Nhiều tuyến đường sắt được xây dựng để phục vụ cho sự phát triển của Port Dickson. Mặc dù Port Dickson phát triển khá mạnh mẽ nhưng các bãi biển đẹp vẫn được bảo vệ an toàn. Hiện nay, Port Dickson không chỉ trở thành một điểm đến du lịch nổi tiếng mà còn là nơi định cư của 524.076 cư dân.
Port Dickson cũng là nơi đóng quân của nhiều đơn vị thuộc Quân đội Malaysia như Sebatang Karah, Segenting, Si Rusa và Sunggala.

## Kinh tế

### Sản lượng gas và dầu
Port Dickson có hai nhà máy lọc dầu, có vai trò rất lớn trong việc phát triển kinh tế địa phương. Công ty Dầu khí Shell tại Malaysia được thành lập từ năm 1962, cùng lúc đó Petron (trước đây là ExxonMobil Malaysia) quản lý một nhà máy khác, bắt đầu hoạt động từ năm 1963.

### Du lịch
Bãi biển dài 18 km từ Tanjung Gemuk đến Tanjung Tuan là một địa điểm du lịch nổi tiếng của du khách địa phương, đặc biệt là du khách đến từ Kuala Lumpur. Nhiều người Singapore đã đầu tư kinh doanh khách sạn, nhà nghỉ tại Port Dickson và những vùng lân cận. Trải qua khoảng thời gian dài, nhiều khách sạn và resort mọc lên để thu hút khách du lịch. Trong những năm 1990, Port Dickson bùng nổ với nhiều dự án khách sạn và resort. Do cuộc Khủng hoảng tài chính châu Á 1997, nhiều dự án bị đình trệ, để lại nhiều tòa nhà xây chưa hoàn chỉnh nằm rải rác dọc bờ biển Port Dickson. Mặc cho nhiều dự án vẫn tiếp tục bị hoãn, với sự khởi dậy của kinh tế những năm 2000 nhiều công trình đã hồi sinh và tiếp tục hoàn thiện.

### Các câu lạc bộ du thuyền
Liên kết Ấn Độ Dương và Thái Bình Dương, Eo biển Malacca là tuyến đường biển ngắn nhất nối ba quốc gia đông dân nhất thế giới - Ấn Độ, Trung Quốc, và Indonesia. Lấy cảm hứng từ thương mại hàng hải, những người di cư đã về nước thành lập Câu lạc bộ Du Thuyền Hoàng Gia Port Dickson vào năm 1927, đến nay vẫn đào tạo lái thuyền buồm và đua thuyền. Ít được biết đến nhất, các đội đua thuyền của Malaysia, bắt đầu ở cấp độ Optimist Dinghy level, train in and sail from the RPDYC Politeknik Port Dickson.
The newer 5-star Admiral Marina & Leisure Club has good dock facilities for yacht travelers, sailboats and luxury cruisers. It is a transit point for racing sailboats joining the Raja Muda Selangor International Regatta, Royal Langkawi International Regatta and Thái Lan's Phuket Kings Cup regattas. Admiral Marina also hosted the disabled sailing event of the 2009 ASEAN Para Games and the 2006 FESPIC Games.

### Commerce
As of 2016, there around 8 shopping centres in the town that serve its population.

## Administrative divisions
Port Dickson District is divided into 5 mukims, which are:
- Jimah
- Linggi
- Pasir Panjang
- Port Dickson
- Si Rusa

### Politics
The district is represented in the Dewan Rakyat of the Malaysian Parliament as the Telok Kemang constituency. It is currently represented by Kamarul Baharin Abbas of PKR.
In turn, Telok Kemang contributes 5 seats to the Negeri Sembilan State Legislative Assembly:
- Lukut;
- Chuah;
- downtown Port Dickson;
- Bagan Pinang; and
- Linggi.

Lukut is currently held by Ean Yong Tin Sin of the DAP; Chuah and Port Dickson are held by PKR, and the remaining two seats, Bagan Pinang and Linggi, are currently controlled by UMNO.
Following a September 2016 re-delineation exercise, the Port Dickson name was used for the whole parliamentary constituency replacing Telok Kemang, while the boundaries remain unchanged.

## Townships in Port Dickson districts
1. Linggi
2. Permatang
3. Pengkalan Kempas
4. Bukit Kempas
5. Teluk Kemang
6. Pasir Panjang
7. Pantai Cermin
8. Bandar Sunggala
9. Sirusa
10. Siliau
11. Lukut
12. Kuala Lukut
13. Kota Lukut
14. Bukit Palong
15. Jimah
16. Bandar Springhill

## Transportation

### Car
Port Dickson is easily accessible from most major towns of peninsular Malaysia. The SPDH 
 (operated by PLUS) or the old federal highway Bản mẫu:JKR connects Port Dickson to Seremban, the state capital.
Highway Bản mẫu:JKR runs through downtown Port Dickson and links it to Malacca and then Johor Bahru due south, or Kuala Langat, Klang or even Ipoh due north.

### Public transportation
There is a 39 km-long branch line of the KTMB network linking Port Dickson to Seremban, but the line is currently disused since 2008. There though are plans to reuse the line for freight and passenger services.